# Babice (okres Osvětim)
Babice jsou vesnice v gmině Osvětim v okrese Osvětim v Malopolském vojvodství v jižním Polsku.
Ve vesnici žije 1 582 obyvatel.

## Dějiny
Vesnice byla poprvé zmíněna v roce 1314. Od roku 1315 patřila do Osvětimského knížectví, které se v roce 1327 stalo poplatkem Českému království. V listině Jana IV. Osvětimského vydané 21. ledna 1457, v níž kníže souhlasil s prodejem Osvětimského knížectví Koruně polského království, byla vesnice zmíněna jako Babicze.
Území Osvětimského knížectví bylo nakonec v roce 1564 začleněno do Polska a vytvořilo Slezskou župu Krakovského vojvodství. Po prvním rozdělení Polska v roce 1772 se stalo součástí rakouského Haličského království. Po první světové válce a pádu Rakouska-Uherska se stalo součástí Polska. Na začátku druhé světové války bylo anektováno nacistickým Německem. Od března 1943 do ledna 1945 zde existovala malá podjednotka koncentračního tábora Osvětim. Tábor sloužil hlavně pro zemědělské práce na farmě SS. K 17. lednu 1945 zde žilo 159 mužských vězňů a v létě 1944 přibližně 180 vězňů. Po válce byl vrácen Polsku.